# Granzower Möschen

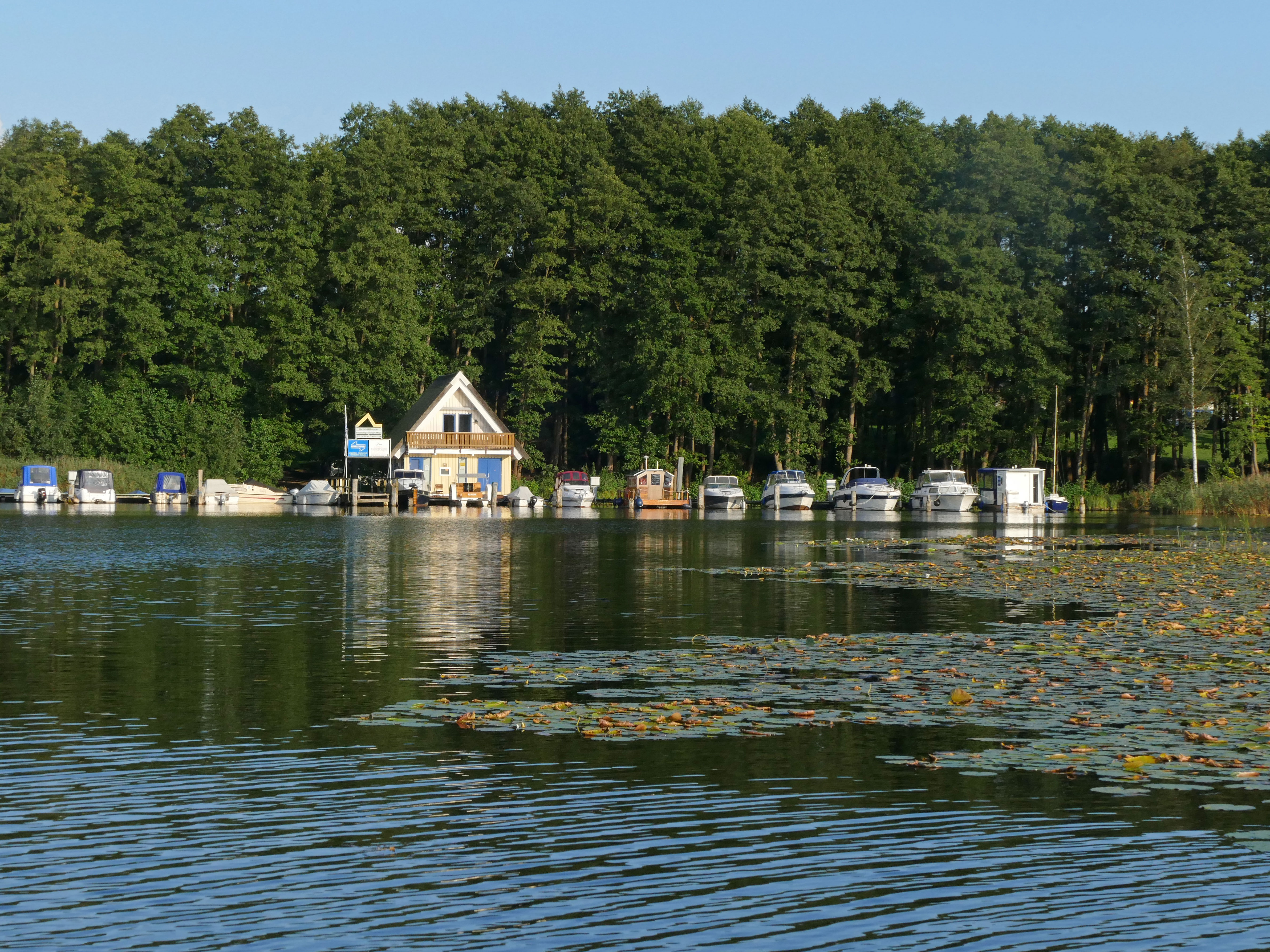
Anleger am Granzower Möschen mit Seerosen

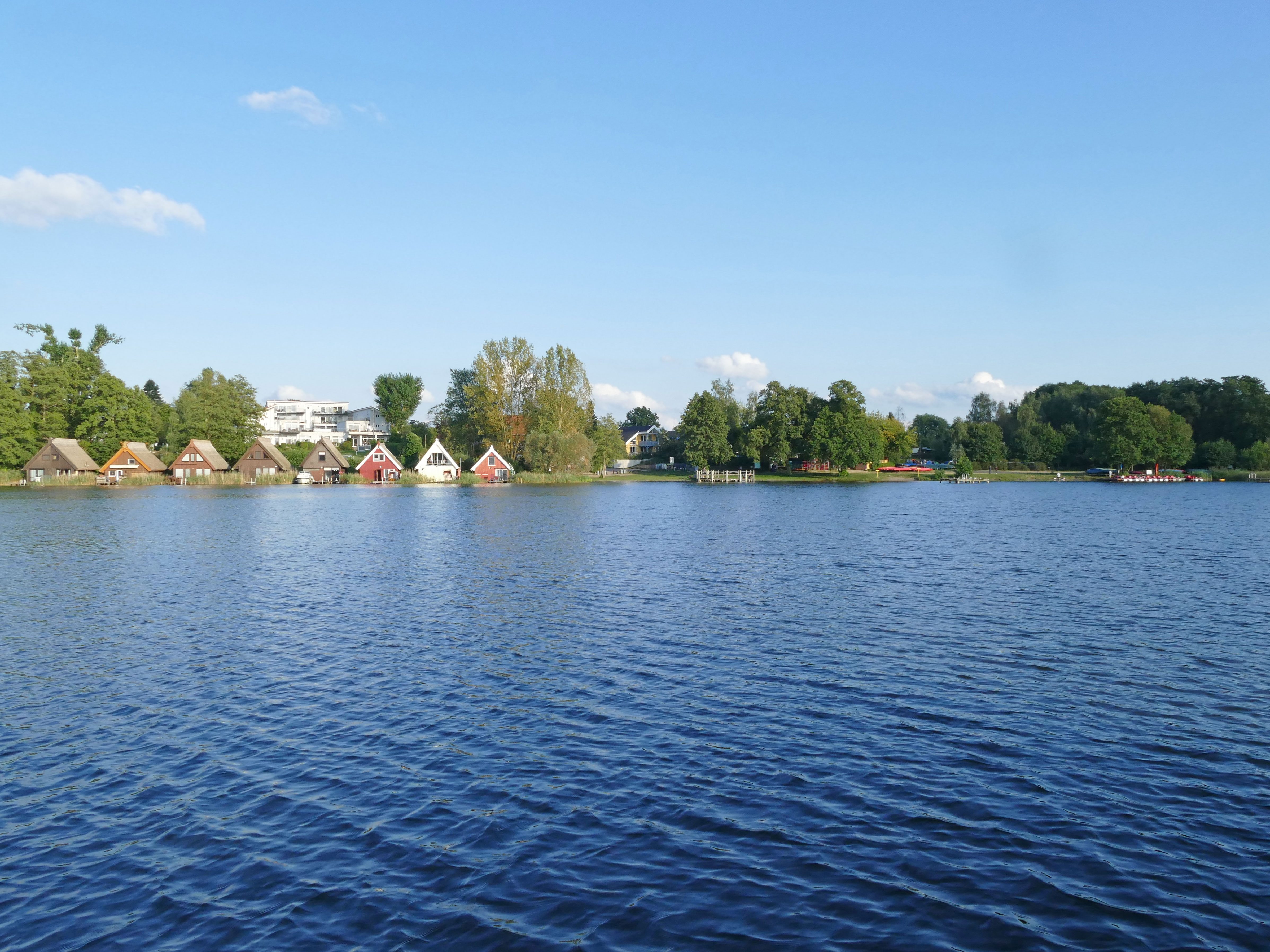
Granzower Möschen – Blick auf Badestelle Granzow und Bootshäuser

Das Granzower Möschen oder der Granzower See ist ein See der Mecklenburgischen Seenplatte im Landkreis Mecklenburgische Seenplatte. Am Ostufer liegt der Mirower Ortsteil Granzow und an der südwestlichen Ecke die kleine Ansiedlung Niemandslust.

## Lage und Nutzung
Auf dem See sind, bis auf Wasserfahrzeuge der Mirower Fahrgastschifffahrt und Einheimischer mit Sondergenehmigung, keine Motorboote erlaubt. Bei Granzow gibt es eine große Ferienanlage mit einem Badestrand.
Das Gewässer befindet sich etwa acht Kilometer südöstlich des Müritzufers und breitet sich unmittelbar nordwestlich von Mirow aus. Der See ist knapp 1,2 Kilometer lang und bis 550 Meter breit. Im Norden geht er in einer sumpfigen Umgebung in den Kleinen Kotzower See über. Im Norden, nördlich von Granzow, befindet sich das Waldgebiet Granzower Tannen. Der See ist wenig gegliedert. Er hat ein breites Südende und wird nach Norden immer schmaler. In der Mitte befindet sich eine kleine bewaldete Insel. Die Ufer sind fast durchgängig von einem Schilfgürtel gesäumt. Meist finden sich hier auch größere Seerosenfelder.
Etwa drei Kilometer südlich des Sees verläuft der Mirower Kanal, der nordwestlichste Teil der Müritz-Havel-Wasserstraße (MHW), und verbindet die Müritz mit den Seen im Mirower Gebiet. Der Mirower Kanal ersetzte die Alte Fahrt oder die Alte Müritz-Havel-Wasserstraße, die von Norden in das Granzower Möschen mündet. Die Alte MHW beginnt am Ostufer der Müritz mit dem Bolter Kanal, der im Bereich der Bolter Mühle eine Schleuse besaß, die allerdings zugeschüttet wurde. Weiter schließen sich Caarpsee, Woterfitzsee, Leppinsee, Großer und Kleiner Kotzower See sowie südlich der Mirower See an.
Alle Seen bilden eine Seenkette, die von Paddlern als Nebenstrecke auf dem Weg von der Müritz genutzt wird. Vom Mirower bis zum Leppinsee ist auch die Fahrt für Schiffe mit Verbrennungsmotor erlaubt. Caarp- und Woterfitzsee sind für Fahrzeuge mit Verbrennungsmotor jedoch gesperrt.
Die Alte Müritz-Havel-Wasserstraße war vor dem Bau des Mirower Kanals bis in die 1930er Jahre der übliche Schifffahrtsweg von der Havel zur Müritz.